# Франко-баварское дерби
Франко-баварское дерби (нем. Fränkisch-Bayerisches Derby) — футбольное дерби Баварии, федеральной земли Германии, между клубами «Бавария» из Мюнхена и «Нюрнберг» из одноимённого города.
Оба клуба были основаны в 1900 году. При этом, если «Бавария» изначально создавалась как футбольная команда, то «Нюрнберг» — как регбийный клуб, но вскоре переориентированный на футбол. В первые десятилетия существования обоих клубов на национальной арене доминировал «Нюрнберг», получивший почётное прозвище «Клуб» (нем. Der Club). К середине XX века расклад сил стал меняться, а в 1987 году «Нюрнберг» уступил звание самой титулованной команды Германии по количеству чемпионств «Баварии» (9 против 10). Впоследствии «Нюрнберг» стал играть роль команды-лифтёра, неспособной надолго закрепиться в Бундеслиге, в то время как «Бавария» стала безусловным лидером немецкого футбола. 
Название дерби связано с тем, что жители Франконии, крупнейшим городом которой является Нюрнберг, не считают себя баварцами. 
Одним из самых известных матчей дерби состоялся 2 декабря 1967 года в рамках Бундеслиги, в котором «Нюрнберг» разгромил дома своих противников со счётом 7:3. В том же сезоне он последний раз стал чемпионом Германии. К курьёзным случаям в истории дерби относится противостояние в концовке сезона 1993/1994, когда «Нюрнберг» после проигрыша 1:2 подал апелляцию из-за гола-фантома Томаса Хельмера. Она была удовлетворена, но «Бавария» разгромила в переигровке своих противников со счётом 5:0.

## Статистика
| Соревнование   | Матчи | Победы «Нюрнберга» | Ничьи | Победы «Баварии» | Голы «Нюрнберга» | Голы «Баварии» |
| -------------- | ----- | ------------------ | ----- | ---------------- | ---------------- | -------------- |
| Оберлига       | 34    | 17                 | 9     | 8                | 69               | 40             |
| Бундеслига     | 62    | 11                 | 13    | 38               | 63               | 113            |
| Кубок Германии | 8     | 1                  | 2     | 5                | 8                | 16             |
| Другие         | 87    | 35                 | 13    | 35               | 192              | 152            |
| Всего          | 191   | 64                 | 37    | 90               | 332              | 321            |

Данные на 28 апреля 2019 года